# 池田長吉
池田 長吉（いけだ ながよし）は、安土桃山時代から江戸時代初期にかけての武将、大名。長吉流池田家初代当主で、因幡鳥取藩初代藩主。官位は従五位下備中守。

## 略歴
元亀元年（1570年）、池田恒興の三男として尾張国犬山城で生まれた。生母は、恒興正室の善応院殿。
天正9年（1581年）、12歳の時に羽柴秀吉の養子（猶子）となり、羽柴姓を許されて、羽柴藤三郎を称する。この時、羽柴家の澤潟（おもだか）の紋を授かった。

天正12年（1584年）、長久手の戦いに池田勢として出陣して、勝利の暁には秀吉より稲葉郡を恩賞として与えるとの約束されていたが、4月9日に池田勢は大敗して、父・恒興と長兄・元助、義兄・森長可が戦死し、この時に長吉も傷を負った。28日、池田家の跡は次兄の輝政が継いだ。
天正13年（1585年）、従五位下備中守に叙任され、（近江国内で）1万石を知行される。
天正14年（1586年）の京都方広寺の大仏殿（京の大仏）の造営開始において工事を分担。
天正15年（1587年）の九州の役に従軍し、後備で400人を率いた。天正18年（1590年）の小田原の役にも従軍して、本陣に列して400騎を率いた。
文禄元年（1592年）の文禄の役では、肥前国名護屋城に秀吉の旗本衆の1つとして400人を率いて在陣し、途中より朝鮮渡海の舟奉行を務めて、その功で名馬・大般若を賜る。
文禄3年（1594年）、方広寺大仏（京の大仏）の大仏殿の造営奉行を務めた。伏見城の普請を分担。
慶長5年（1600年）時点で分限帳によれば2万2,000石。

同年7月、徳川家康の会津征伐に兄・輝政と共に参陣する。石田三成の挙兵により関ヶ原の役が始まると、小山評定で兄の部隊の一部として先手衆に加えられた。8月22日、23日、東軍諸将と美濃国岐阜城攻めに参加。新加納川を渡って城兵と戦い、飯沼長資を自ら討ち取った。15日の本戦の後、27日に近江国水口岡山城攻めを命じられると、長束正家・直吉兄弟を9月30日に助命すると欺いて開城させて誘い出し、10月3日に切腹させるという戦功を挙げた。
論功行賞で、（水口城攻略の）褒美として正家の財貨はことごとく長吉に与えられた。同じく、11月、因幡国4郡（邑美郡・法美郡・巨濃郡・八上郡）6万石と鳥取城を与えられて、鳥取藩に移封され、この時に池田姓に復した。
慶長7年（1602年）、関ヶ原役の因幡での戦闘の際に赤松広通によって鳥取城下が焼き払われていたため、長吉は入府と共に本城と城下町の再建を始めて、4、5年をかけて完成させた。久松山麓の城郭の大部分は長吉の時代に造られたものである。また千代川河口の港である賀露が隣国の亀井茲矩の領内にあったが、鳥取の発展に不可欠ということで、領内の八上郡袋河原と交換した。
慶長8年（1603年）、伏見城の再建普請に参加。慶長11年（1606年）、江戸城の石垣普請を分担。その功で備前三郎國宗の脇差しと馬を賜った。
慶長15年（1610年）、丹波亀山城の公役普請で、助役大名として、長吉・藤堂高虎・伊東祐慶・秋月種長・島津以久・森忠政、および旗本の神保相茂が動員された。
慶長19年（1614年）9月24日（または14日）に死去した。享年45。

## 系譜
- 父：池田恒興（1536年 - 1584年）
- 母：善応院（? - 1604年） - 荒尾善次の娘
- 猶父：豊臣秀吉
- 義姉：七条 - 飯尾敏成正室、後に下間頼龍正室、織田信時の娘

- 正室：伊木忠次の長女
  - 長男：池田長幸（1587年 - 1632年）
  - 次男：森寺長貞（1588年 - 1606年） - 森寺忠勝の婿養子
  - 三男：池田（森寺）長政（1589年 - 1634年） - 森寺長貞の養子
  - 四男：池田長頼（? - 1632年）

- 継室：伊木忠次の次女[要出典]
- 側室：濱島氏
  - 五男：池田長賢（1604年 - 1664年）
- 養子
  - 女子：山崎家治正室 - 池田（片桐）長政の娘